# Gnamptonyx devittata
Gnamptonyx devittata är en fjärilsart som beskrevs av Embrik Strand 1914. Gnamptonyx devittata ingår i släktet Gnamptonyx och familjen nattflyn. Inga underarter finns listade i Catalogue of Life.